# Hyères Toulon Var Basket
Maillots
Actualités
| \| Hyères \| Le club est basé à Hyères. |
| Hyères                                  |

Le Hyères Toulon Var Basket (couramment abrégé en HTV) est un club français de basket-ball fondé en 1990 et basé dans les villes de Hyères et de Toulon. Le club a remporté les playoffs de Pro B en 2001 lui permettant pour la première fois de son histoire de jouer parmi l'élite du basket-ball français.
À cause d'une mauvaise gestion provoquant de graves problèmes financiers, le club varois est relégué administrativement en Nationale 3, 5e division française, en 2018. Le HTV perd alors son statut professionnel. La saison suivante, le club remonte sportivement en N2 après une saison largement dominée dans le groupe A.
Gilles Garcia, directeur général du Groupe Loudane prend la présidence du club en juin 2021 avec l'ambition de retrouver le statut professionnel. Laurent Sciarra, ancien joueur du HTV, est alors nommé entraîneur de l’équipe première en septembre 2021 avec pour objectif l'accession en NM1. Le club remonte en NM1 à la fin de la saison 2021-2022 et en Pro B au terme de la saison 2023-2024.

## Historique

### Les débuts
En 1948 naît le Club sportif toulonnais, et en 1952 c'est au tour du Omni Sport hyèrois. Mais ce n'est que dans les années 1970 que le basket-ball prend son essor dans les deux communes varoises. Peu à peu, les deux équipes se rapprochent de l'élite et lorsque le Club sportif toulonnais s'apprête à monter en Pro B pour la saison 1990-1991, les deux clubs décident de fusionner. Durant les années 1990, le Hyères Toulon Var Basket est l'un des plus anciens clubs à être resté dans le championnat de Pro B. Pendant 10 ans, Jean-Louis Borg aura la responsabilité de l'équipe professionnelle avec 6 saisons en Pro B et 4 saisons en Pro A pour finir avec une première qualification en playoffs en 2005. À la fin de la saison 2000-2001, l'équipe termine 5e du classement général (2e ex aequo) et accède aux playoffs. Après des victoires face à Vichy, Évreux et Roanne en finale, le Hyères Toulon Var Basket est sacré Vainqueur des playoffs et accède logiquement pour la première fois de son histoire en Pro A.

### Stabilisation de l’équipe et accession parmi l’élite (2001-2012)

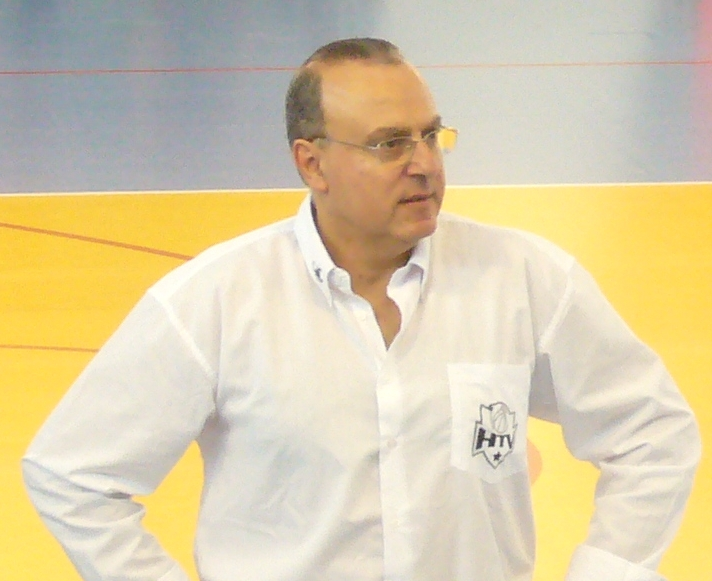
Alain Weisz, entraîneur de l'HTV de 2007 à 2011

En 2001, pour sa première saison en Pro A, le club varois va rapidement être confronté à la difficulté du championnat élite en France. Cependant, le Hyères Toulon Var Basket parvient à terminer 12e au classement de la saison régulière, ce qui lui permet d'atteindre très largement son objectif de maintien en Pro A avec 8 victoires, dont celles face au Paris Basket Racing et à Cholet Basket. En 2005, l'entraineur originaire de Maisons-Alfort met fin à 27 ans d'une vie sportive consacrée au club varois pour prendre un nouveau départ avec le club de Pro B La Jeanne d’Arc de Vichy Val d’Allier Auvergne Basket. Celui-ci est remplacé par la suite par l'entraineur du Jeanne d’Arc de Vichy Val d’Allier Auvergne Basket, Jean-Michel Sénégal.
Un déclic semble nécessaire pour que le HTV puisse enfin rivaliser avec les meilleurs. Au printemps 2007, Alain Weisz quitte l'ASPTT Aix-en-Provence pour devenir l'entraîneur de la formation varoise après l'éviction de Francis Charneux. Dès son arrivée et pour mener à bien son objectif, l'entraîneur marseillais fait venir trois recrues de choix : les américains Sean Colson (devenu meilleur joueur de la Ligue avec le Besançon Basket Comté Doubs) et Tony Williams (joueur de Viola Reggio de Calabre) ainsi que l'ancien Nancéiens et international français Vincent Masingue.
En février 2008, le Hyères Toulon Var Basket accueille la 6e édition de la Semaine des As au Palais des sports de Toulon, où l'équipe d'Alain Weisz réussit à atteindre les demi-finales pour sa première participation au tournoi en s'imposant face au leader de la Pro A, le SLUC Nancy. L'équipe varoise n'atteindra pas la finale à cause d'une défaite face à Vichy à l’issue d’un match à suspense (72-71) et ce malgré sa domination lors de la majeure partie de la rencontre. Elle perdra d'autant plus avec la blessure de Sean Colson, un des meilleurs meneurs de Pro A de la saison 2007-2008, victime d’une rupture du tendon d'Achille qui marque son indisponibilité pour le reste de la saison.
La reprise du Championnat face au champion de France en titre Roanne, se joue donc à l’Espace 3000 sans Sean Colson, remplacé par son joker, Ismaïla Sy. L'ancien Brestois, qui avait déjà joué 5 matchs lors de cette saison et qui avait rendu copie parfaite face à Dijon, se retrouve alors propulsé aux commandes de l'équipe. Mais il est remplacé par un meneur américain : Daniel Horton.
Le 29 avril 2008, le Hyères Toulon Var Basket se qualifie pour la deuxième fois de son histoire pour les plays-off en allant s'imposer à Pau lors de l'avant-dernière journée de la saison régulière. Le HTV s'incline par deux fois face à l’ASVEL lors des quarts de finale et quitte la fin de championnat par la grande porte. Au même moment, l'équipe varoise se qualifie pour la première fois de son histoire pour la EuroCup Challenge.
Pour l'année 2008 - 2009, Daniel Horton, Tony Williams, Laurent Legname quittent le navire suivis par d'autres joueurs. Un recrutement est alors opéré et l'on voit débarquer le talentueux meneur américain nommé Pierre Pierce et un Intérieur Darrell Tucker. Le 11 novembre 2008, l'équipe d'Alain Weisz parvient à se qualifier pour sa première participation à un tournoi européen, à la phase régulière de l’EuroChallenge en remportant respectivement le premier et second tour qualificatif face aux croates du KK Cedevita Zagreb et aux roumains du CSU Asesoft Ploieşti.

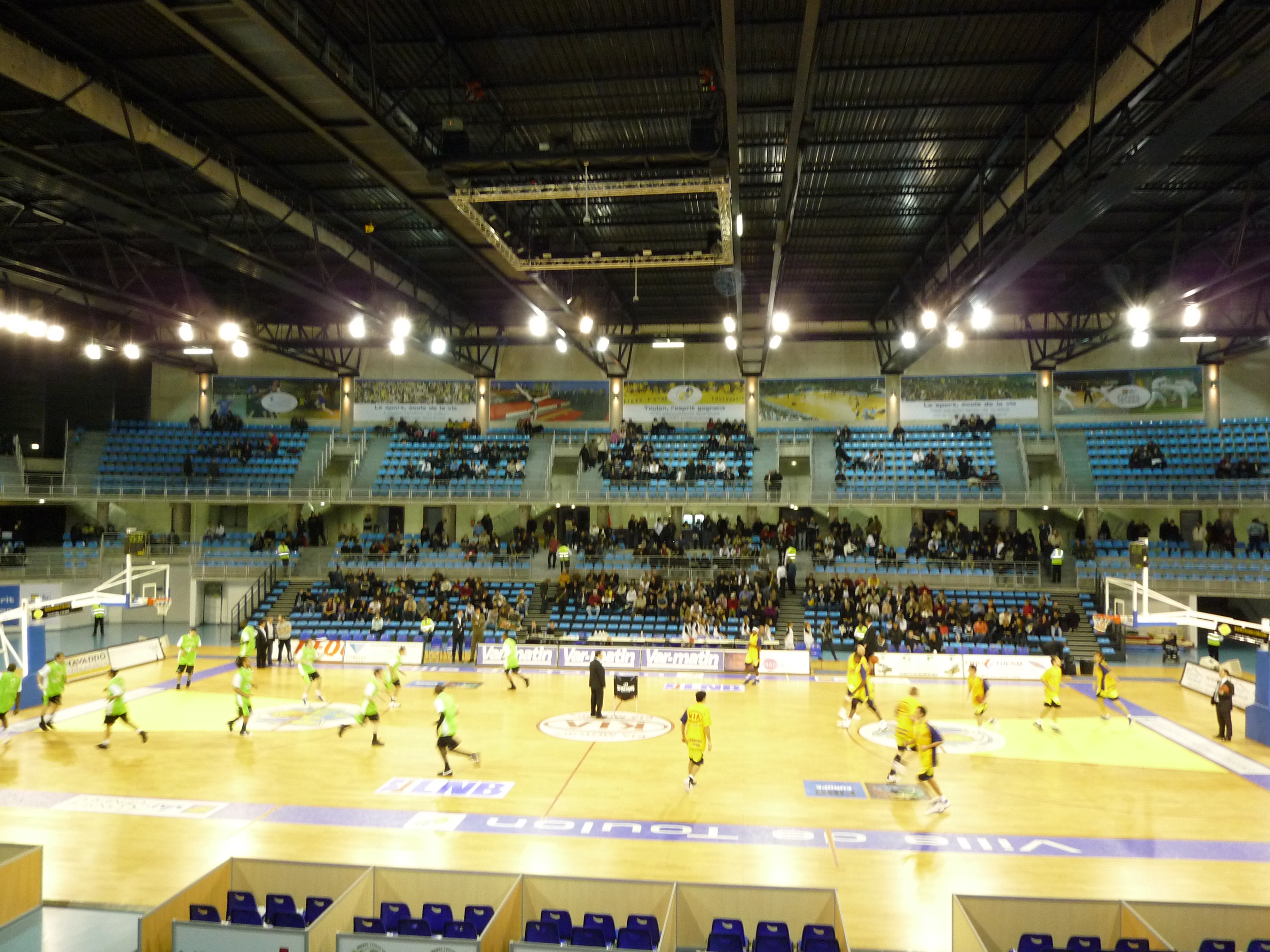
Le Palais des sports Jauréguiberry de Toulon

Malgré un début difficile en Championnat, dû à un effectif réduit décimé par de nombreuses blessures, le HTV continue sur sa bonne lancée en EuroChallenge après ses victoires face à Ural Great Perm et au Keravnós Strovólou. Cependant, la belle aventure européenne se termine lors de la dernière journée avec une défaite à domicile face à leur adversaire direct des Telekom Baskets Bonn. Pendant la trêve, l'effectif du HTV est remanié, avec l'arrivée de l'international français Cédric Ferchaud, de l'intérieur américain Rick Hugues et de l'intérieur international français Maxime Zianveni.
Cependant, le reste de la saison est difficile pour les hommes d'Alain Weisz. De plus, Fabrice Veyrat, président du club durant six ans, passe le flambeau au début de l'année 2010 à son successeur Philippe Aubry. Finalement, l'équipe a réussi à se maintenir parmi l'élite pour l'année 2010. La saison suivante commence bien avec des victoires contre l'ASVEL, l'Élan sportif chalonnais et Paris Levallois. Lors de la dernière journée de la phase aller de Pro A, le club arrache sa qualification pour la Semaine des As, auteur d'un beau succès à Orléans Loiret Basket, notamment dans la quatrième et dernière période du match (23 points à 4). Après 2008, le HTV concrétise sa régularité avec sa deuxième participation au tournoi, mais s'incline dès son entrée face à Chalon. Malgré une fin de saison difficile avec une série de 5 défaites consécutives sur les 5 derniers matchs de la saison et notamment lors de l'ultime journée de la saison régulière face à Poitiers, l'équipe est qualifiée pour les play-off pour la deuxième fois en 4 ans. Comme lors de ces premiers play-off, le HTV termine la saison aux portes des demi-finales, éliminé lors du match d'appui par Nancy (96-71).
Malgré des problèmes financiers en interne, le HTV sauve sa place devant les instances lors de son deuxième passage mais la masse salariale du club varois est très limitée (650 000 euros). Alain Weisz arrive pourtant à constituer une équipe qui tient la route avec notamment les resignatures de Paccelis Morlende, Rick Hughes, Shaun Fein, tout en préservant ses atouts majeurs Damir Krupalija et Anthony Dobbins. Ce noyau est complété par le meneur de la Chorale Alex Gordon, Souarata Cissé venu de Pro B, Mouhammad Faye un ailier sénégalais et Louis Labeyrie, un jeune pivot français. Le 9 août 2011, le HTV clôt son recrutement en engageant Maxime Zianveni qui a déjà joué pour le club en 2008-2009.

### Dernière année en Pro A et retour à la case Pro B (2012)

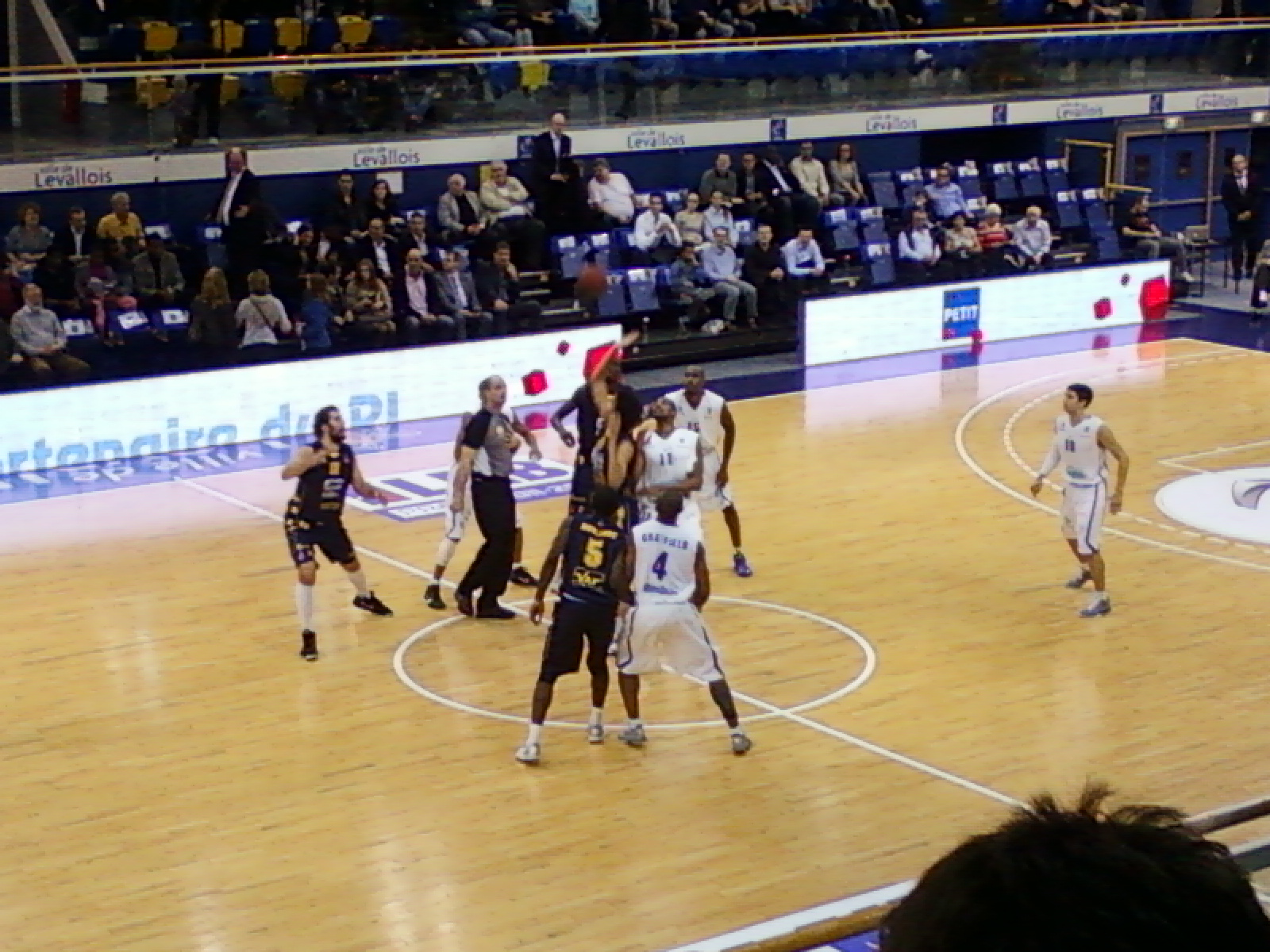
Coup d'envoi du match Paris Levallois - Hyères Toulon du 4 novembre 2011

Après de nombreux soucis financiers, le club est contraint de se séparer de trois éléments majeurs de l'effectif afin de rentrer dans le cadre de la masse salariale imposée par la Ligue en début de saison (à savoir 600 000 euros). C'est donc Anthony Dobbins, Maxime Zianveni ainsi que le meneur Alex Gordon qui quittent la rade avant même le début de la saison. Malgré les arrivées en cours de saison de joueurs comme Rolan Roberts, Thomas Terrell et Kareem Reid, le club varois peine dans ce championnat et ne parvient qu'à remporter une poignée de matchs. Le HTV est officiellement relégué le 6 avril 2012 après une défaite sur le parquet de l'ASVEL.
En fin de contrat, Alain Weisz n'est pas reconduit par les dirigeants. Ces derniers tentent de lui trouver un successeur dans les plus brefs délais. Le 19 avril 2012, le quotidien L'Équipe annonce qu'un accord entre Jean-Aimé Toupane et le président varois est trouvé en vue de la saison 2012-2013. L'ère Alain Weisz est terminée, une nouvelle page du HTV s'ouvre alors.
L'annonce officielle de l'arrivée de Jean-Aimé Toupane pour une durée de deux saisons interviendra le 24 mai 2012 après que la confirmation de l'engagement du club varois en Pro B soit effective. Son assistant n'est autre que Laurent Legname figure emblématique du Hyères-Toulon Var Basket.
C'est donc un nouveau départ pour le club varois. Avec un budget en baisse et une masse salariale de 400 000 euros, Jean-Aimé Toupane décide de lancer le pari de la jeunesse. En effet, Axel Julien, seul rescapé de l'an dernier et MVP du championnat espoirs, est rejoint par les prometteurs Babacar Niang prêté par Le Mans Sarthe Basket ainsi que Landing Sané du Paris-Levallois. Le HTV décide également de relancer l’éternel espoir du basket français Jessie Begarin ainsi que Christophe Léonard. Pour encadrer cela, le HTV fait appel à Gorjan Radonjic ainsi que deux américains Jared Newson et Corey McIntosh.

### Retour en pro A 2017-2018 puis descente administrative
Le club revient en pro A en 2017 et s'y maintient en 2018. Cependant, à l'issue d'une saison 2018 catastrophique et malgré un début de saison très prometteur avec quatre victoires consécutives, le HTV plonge en n'engrangeant que des défaites jusqu'à la fin du championnat. Une polémique voit alors le jour quant à l'avenir du club. Dernier du classement pro A (devenu « Jeep Elite »), la relégation en pro B est devenue inévitable. De plus, le club est criblé de dettes et n'est plus en mesure de s'en sortir financièrement.
Des rumeurs de vente commencent alors à courir. Les droits du club sont finalement cédés au Paris Basket Avenir. Le club professionnel du HTV disparaît donc à la fin de la saison 2018. L'association sportive quant à elle continue d'exister, et doit s'engager en Nationale 3 à la rentrée 2018-2019 .

### Le HTV entre dans une nouvelle ère (depuis 2021)
Lors de cette saison, le club varois, au-dessus du lot, accède en Nationale 2 avec une équipe composée de locaux (notamment des joueurs issus du centre de formation) et de professionnels comme Samba Dia, Elio Sadiku et Tony Ramphort.
William Dumas, le manager général, convainc un nouvel investisseur de reprendre la présidence. Gilles Garcia, directeur général du Groupe Loudane, est élu président avec l’ambition de ramener le HTV à son niveau. Pour cela, il embauche Laurent Sciarra, ancien joueur du HTV, comme entraîneur et effectue un recrutement XXL avec pour ambition de retrouver au plus vite la Nationale 1.
Sur le parquet, avec un titre en N2 et une montée en N1, la saison 2021-2022 est une réussite. Mais les difficultés financières persistent et le président Gilles Garcia, ne se sentant pas soutenu, annonce le 8 juin 2022 ne pas se représenter à la tête du club.
Déjà membre du comité directeur, Vincent Masingue lui succède à partir du 1er juillet 2022. Son travail permettra au club de retrouver une trésorerie positive et ainsi valider l'accession en N1 sur le plan administratif.[réf. nécessaire]
À l’été 2023, c’est l’avocat Mathieu Perrymond qui reprend les rênes du club et succède à Vincent Masingue. Aux côtés de William Dumas et Jean-Louis Borg, revenu sur le banc, il survole la Nationale 1 Masculine et accède à la Pro B dès la première saison. 

## Palmarès
| Compétitions nationales | Compétitions Espoirs |
| Championnat de France de Pro B - Champion (1) : 2016 Playoffs Pro B d'accession - Vainqueur (1) : 2001 Coupe de France - Vainqueur (1) : 1990 Championnat de France de Nationale 1 - Champion (2) : 1983 (OS Hyères), 2024 Championnat de France de Nationale 2 - Champion (1) : 2022 Championnat de France de Nationale 3 - Quatrième (1) : 2019 | Championnat de France Espoirs Pro B - Champion (1) : 1996 - Vice-champion (2) : 1997, 2000 Trophée du Futur Espoirs - Vainqueur (1) : 1998       |
| Compétitions Handibasket | Compétitions Jeunes |
| Championnat de France Nationale A - Vainqueur (4) : 2002, 2003, 2006, 2009 Coupe de France - Vainqueur (5) : 2002, 2004, 2005, 2008, 2013 | Tournoi du Cap d'Agde - Vice-champion (1) : 2009 Tournoi de Dijon - Champion (1) : 2009 Tournoi de Fos sur Mer - Champion (3) : 2008, 2009, 2010 |

Palmarès Individuels
- All-Star Game LNB
  - Makan Dioumassi - 2002
  - Jason Rowe - 2004 et 2005
  - Vincent Masingue - 2007
  - Tony Williams - 2007
  - Sean Colson - 2007
  - Austin Nichols - 2008
  - Derrick Obasohan - 2009
  - Saer Sene - 2009
  - Kevin Houston - 2010
  - Paccelis Morlende - 2011

- Meilleur joueur du championnat de Pro B
  - Floyd Miller - 2001
- Meilleur joueur du championnat de Pro A
  - Jason Rowe - 2006
  - Austin Nichols - 2009 (meilleur joueur étranger)
- Meilleur 5 Français Semaine des As
  - Vincent Masingue - 2008

- Meilleur marqueur de Pro A
  - Sean Colson - 2008 : 21,38 pts de moyenne
  - Austin Nichols - 2009 : 23,10 pts de moyenne
  - Derrick Obasohan - 2010 : 19,80 pts de moyenne
  - Rick Hughes - 2011 : 19,10 pts de moyenne
- Meilleur rebondeur de Pro A
  - Saer Sene - 2010 : 11,38 rebonds de moyenne

## Bilan sportif

### Records
- Le joueur le plus capé :
- Le joueur le plus titré :
- Le joueur le plus âgé :
- Le joueur le plus jeune :
- La plus large victoire : 74-110 (+ 36) à Strasbourg (2009)
- La plus petite victoire :
- Record d'affluence pendant un match :
- Record d'affluence pendant la saison :
- Nombre de points en un match : 116 contre Roanne (2002)
- Nombre de tirs à 2 pts réussis : 33 contre Reims (2006)
- Nombre de tirs à 2 pts tentés : 58 contre Nancy (2006)
- Nombre de tirs à 3 pts réussis : 15 contre Paris (2007)
- Nombre de tirs à 3 pts tentés : 34 contre Reims (2006)
- Nombre de lancers francs réussis : 30 contre Limoges (2004)
- Nombre de lancers francs tentés : 42 contre Limoges (2004)
- Nombre de rebonds offensifs : 20
- Nombre de rebonds défensifs : 34 contre Clermont (2007)
- Nombre de total rebonds : 50 contre Rouen (2008)
- Nombre de passes décisives : 32 contre Roanne (2002)
- Nombre d'interceptions : 15
- Nombre de dunks : 8 à Bourg (2004)
- Nombre de victoires d'affilée en Pro A : 4 (2011)
- Évaluation collective : 146 à Strasbourg (2009)

### Bilan par saison
| Saison    | Championnat France | Championnat France | Championnat France | Championnat France | Coupes                                                           | Compétitions européennes            |
| Saison    | Division           | Classement         | Victoires-Défaites | Playoffs           | Coupes                                                           | Compétitions européennes            |
| --------- | ------------------ | ------------------ | ------------------ | ------------------ | ---------------------------------------------------------------- | ----------------------------------- |
| 2006-2007 | Pro A              | 15e sur 18         | 11 - 23            | Non qualifié       | -                                                                |                                     |
| 2007-2008 | Pro A              | 6e sur 16          | 17 - 13            | quarts de finale   | Semaine des As : demi-finale                                     |                                     |
| 2008-2009 | Pro A              | 11e sur 16         | 13 - 17            | Non qualifié       | Coupe de France : 16e de finale                                  | EuroCup Challenge : phase régulière |
| 2009-2010 | Pro A              | 11e sur 16         | 13 - 17            | Non qualifié       | Coupe de France : 16e de finale                                  |                                     |
| 2010-2011 | Pro A              | 7e sur 16          | 15 - 15            | quarts de finale   | Semaine des As : quarts de finale Coupe de France : 8e de finale |                                     |
| 2011-2012 | Pro A              | 16e sur 16         | 3 - 27             | Non qualifié       | Coupe de France : 8e de finale                                   |                                     |

### Personnalités historiques du club

#### Joueurs emblématiques
- Nedeljko Asceric
- Éric Cérase
- Franck Bouteille
- Sean Colson
- Makan Dioumassi
- Laurent Legname
- Vincent Masingue
- Austin Nichols
- Jason Rowe
- Moustapha Sonko
- Jacques Wampfler
- Derrick Obasohan

#### Entraîneurs notables
En 1994, Jean-Louis Borg est nommé entraîneur du club varois, après y avoir évolué en tant que joueur dans les années 1980 et 1990. En effet, issu d'une famille de basketteurs, il effectue une carrière de joueur au sein du club de OS Hyères, il a évolué de Nationale 3 à la Nationale 2. Il effectua également une carrière d'arbitre, évoluant au niveau de la Nationale 1 féminine. En parallèle de sa carrière d'arbitre, il s'occupa des équipes de jeunes de Hyères-Toulon avant de prendre en charge la responsabilité de l'équipe professionnelle. Le club évolue alors depuis en Pro B, terminant une saison catastrophique (15e du classement) . Pour sa première saison à la tête du club, Jean-Louis Borg hisse l'équipe au 3e rang du classement et les qualifie pour les 8e de finale de la Coupe de la Ligue. Six ans plus tard, il connaît avec son équipe la montée parmi l'élite en Pro A. À l'issue de la saison 2004-2005, qui voit le club varois terminer 12e de Pro A, Jean-Louis Borg après environ une trentaine au service de l'équipe varoise (dont 10 ans avec l'équipe professionnelle) est pourtant remercié sans grande élégance par l'équipe dirigeante qui lui préfère Jean-Michel Sénégal, venu de la JA Vichy, qui, dernier de Pro A descend alors en Pro B. Les deux entraîneurs se croiseront puisque Jean-Louis Borg rejoint quant à lui la JA Vichy, dont l'objectif est de retrouver la Pro A. Avec Jean-Louis Borg, le HTV a écrit l'une des plus belles pages de son histoire.
En 2007, le club varois s'attache les services d'Alain Weisz, après 2 saisons difficiles à la limite de la relégation en Pro B. Le recrutement de l'ancien entraîneur d'Aix se révèle payant avec une première qualification pour le tournoi de la Semaine des As, une sixième place au classement final de Pro A, soit le meilleur classement de l'histoire du club, et une première qualification pour la EuroCup Challenge.
En 2021, après la reprise du club par Gilles Garcia, est nommé Laurent Sciarra à la tête de l'équipe première du HTV. L'ancien meneur de jeu fait son retour dans le club de ses débuts (il a défendu les couleurs de Hyères-Toulon de 1989 à 1993) pour amener son expérience et retrouver le haut niveau du basket français. Le Vice-champion olympique aux jeux Olympiques de 2000 avec l'équipe de France a pour premier objectif de ramener le club varois en NM1.
| Nom                     | Période     |
| ----------------------- | ----------- |
| Pierre Galle            | 1992 - 1994 |
| Jean-Louis Borg         | 1994 - 2005 |
| Jean-Michel Sénégal     | 2005 - 2006 |
| Francis Charneux        | 2006 - 2007 |
| Frédéric Wiscart-Goetz  | 2007        |
| Alain Weisz             | 2007 - 2012 |
| Jean-Aimé Toupane       | 2012 - 2013 |
| Laurent Legname         | 2013 - 2015 |
| Kyle Milling            | 2015 - 2017 |
| Emmanuel Schmitt        | 2017 - 2018 |
| Valentin Castel         | 2018 - 2019 |
| Jean-Christophe Nivière | 2019 - 2020 |
| Vincent Chetail         | 2020 - 2021 |
| Laurent Sciarra         | 2021 - 2022 |
| Pierre Tavano           | Depuis 2022 |

#### Présidents marquants
Le premier président marquant est bien sûr, Jean-Luc Théry. Sous sa présidence, Hyères Toulon Var Basket se consolide en Pro B et vise peu à peu la montée en Pro A. Le club joue durant les années en 1990 en tant qu'outsider et se trouve très proche à de nombreuses reprises comme lors de la saison 1995-1996, termine deuxième derrière Toulouse. Lors de la saison 2000-2001, Jean-Luc Théry permet à son club de monter en Pro A. Par la suite, Fabrice Veyrat (2004-2010) consolide la position du HTV en Pro A avec notamment l'arrivée d'une nouvelle salle : le Palais des sports. Entre 2011 et 2015, Roland Palacios est chargé de la présidence et démissionne le 30 juillet 2015. En 2019, c'est Gérard Grasser qui reprend le flambeau. Après une montée en Nationale 2, il cède sa place à Gilles Garcia en juin 2021. Le HTV se donne alors de nouvelles ambitions. Désormais, il vise la remontée en Nationale et part à la reconquête du statut professionnel.
| Nom                   | Période            |
| --------------------- | ------------------ |
| Jean-Luc Théry        | 1993 - 2003        |
| Marie-Hélène Lafanour | 2003 - 2004        |
| Fabrice Veyrat        | 2004 - 2010        |
| Philippe Aubry        | 2010 - 2011        |
| Roland Palacios       | 2011 - 2015        |
| Christian Giannini    | 2015 - 2019,       |
| Gérard Grasser        | 2019 - 2021,       |
| Gilles Garcia         | Depuis 2021 - 2022 |
| Vincent Masingue      | 2022 -             |

## Aspects juridiques et économiques

### Statut juridique et légal
Le HTV se compose de deux entités distinctes et indépendantes :
L’une est société anonyme à objet sportif (SAOS), qui gère la section professionnelle et qui est divisée en trois secteurs : administratif, sportif et commercial. L'autre partie est une association sportive, qui encadre les sections « loisirs » et « amateurs » et qui a également la charge du centre de formation et dont l’activité est assurée par une équipe de bénévoles.
Le budget de la saison 2010-2011 est d'environ 2,12 millions d'euros, dont 800 000 d'euros de masse salariale brute, soit le plus petit budget du championnat de France.

### Organigramme

#### Administratif
- Président de l'association : Mathieu PERRYMOND
- Administration - Finance - Juridique :
- Partenariat:
- Directeur du centre de formation :

#### Technique et sportif
- Entraîneur : Stéphane DUMAS
- Entraîneur adjoint :Gaëtan ETIENNE
- Directeur sportif :William DUMAS
- Statisticien :Fabien DUHAU
- Médecin :
- Kinésithérapeute:
- Préparateur physique :Pierre CHARLES

### Marketing et partenaires
Comme tous les clubs professionnels, le HTV fait du marketing et notamment auprès des partenaires avec le HTV Business Club. Ce club de partenaires permet de fidéliser et favoriser les entreprises à dimension locale, nationale voir internationale.
Les partenaires principaux sont AGPM, le groupe Pizzorno ou encore Aitec Bureautique. D'autres grandes institutions apportent leurs soutiens tels que Vinci, Kia, Errea. Bien évidemment, les collectivités locales constituent une manne financière importante pour le club.

### Billetterie
La politique tarifaire est différente selon la salle où joue le HTV. À l'espace 3000 (Hyères les palmiers) ainsi qu'au Palais des sports (Toulon), les prix s'étalent de 8, 12, 16 et 18 euros selon les tribunes. Le club offre des réductions aux licenciés de la FFBB, aux moins de 16 ans, aux handicapés ainsi qu'aux militaires...

### Budgets
Le HTV a toujours figuré comme le petit poucet sur le plan financier comparé aux autres écuries de la Pro A. Toutefois, les faibles dimensions financières de Hyères Toulon Var Basket n'empêche pour autant pas de bons résultats en championnat. Depuis, la construction du Palais des Sports de Toulon, le budget connaît un essor et notamment lors de la saison 2007-2008 où le HTV aligne 3,354 millions d'euros en Pro A. Par la même occasion, le club varois prétend à nouveau aux play-offs. Lors de la saison 2010-2011 puis celle de 2011-2012, des problèmes financiers apparaissent. Le budget est alors encadré.
| Saison   | 2005-2006 | 2006-2007 | 2007-2008 | 2008-2009 | 2009-2010 | 2010-2011 | 2011-2012 | 2012-2013 | 2013-2014 | 2014-2015 | 2015-2016 | 2016-2017 | 2017-2018 | 2018-2019 |
| Budget   | 2,3 M€    | 2,2 M€    | 3,354 M€  | 2,218 M€  | 2,72 M€   | 3,119 M€  | 2,4 M€    | M€        | M€        | 1,2 M€    | 1,4 M€    | 2,005 M€  | 2,013 M€  | ?M€       |
| Division | I         | I         | I         | I         | I         | I         | I         | I         | II        | II        | II        | I         | I         | V         |

## Structures du club

### Salles
L'équipe joue habituellement à domicile dans deux salles, du fait de son appartenance aux deux communes d'Hyères et de Toulon.
À Hyères à l'Espace 3000. Le HTV joue dans cette salle de 2 500 personnes jusqu'en 2022, date de fermeture de la salle pour travaux. L'enceinte sportive est situé dans le quartier de la gare.
À Toulon, au Palais des sports. C'est une salle polyvalente d'une capacité de 4 700 places assises. Située à l'entrée ouest de la ville, dans le quartier du Pont du Las.

### Affluences
L'affluence du HTV en Pro A grimpe au fur et à mesure de 2001 à 2010. Grâce au passage de l'espace 3000 au Palais des Sports, Hyères Toulon passe la barre moyenne des 2000 spectateurs. Lors de la saison 2009-2010, un record est établi avec 3204 spectateurs par match. Mais les mauvais résultats font plonger l'affluence moyenne du HTV. À la mi-saison 2011-2012, le club du Var ne remplit qu'à 42,22 %. Toutefois, les chiffres révèlent qu'avec des résultats positifs, le HTV peut retrouver des affluences bien meilleures.

## Identité

### Couleurs et blason

Ancien blason du HTV

De 2005 à 2008, le club était lié contractuellement à l'équipementier Spalding. Pour la saison 2008-2009, un nouvel équipementier Scorpion wear a signé un contrat de 2 ans avec l’équipe professionnelle et les espoirs du HTV. Les maillots du HTV arborent des maillots avec les mêmes couleurs bleue et jaune, symbole fort du club varois. Un sigle vient s'ajouter, celui du scorpion, symbole de « combattivité et de la volonté de toujours attaquer ».

### Supporters, ambiance
Durant les années 1990, Hyères-Toulon lutte pour monter en Pro A et reçoit le soutien de son public de l'espace 3000. Lors des joutes contre Toulouse Spacer's (1995-1996) ou encore au moment des play-offs de Pro B, de la saison 2000-2001, le public apporte un rôle important dans la montée du club vers la Pro A. Mais le besoin d'un véritable groupe de supporters à Toulon devenait important pour l'ambiance de l'espace 3000 et du Palais des Sports de Toulon. En mai 2009, le HTV voit le jour d'un nouveau groupe de supporters, les Blue Sharks 83. Ce groupe est tout d'abord présidé par Christophe Saunier puis en juin 2010, c'est au tour Gratienne Bechtel de devenir la présidente des Blue Sharks. Ce groupe compte 30 abonnés et une cinquantaine d'encartés.

## Autres équipes

### Hyères Handi Club

Hyères Handi Club

Le club d'handibasket appelé le Hyères Handi Club (qui n'est pas une section du HTV) est actuellement présidé par Philippe Lagarde et entrainé par Jérôme Mugnani qui a, durant la saison 2005/2006, gagné le titre de Champion de France sans avoir concédé une seule défaite.
Le Hyères Handi Club a de nouveau été sacré Champion de France au terme de la saison 2008/2009 puis remporte la Coupe de France en 2013 après quatre années de domination du CS Meaux.

### Sections jeunes

#### Centre de formation
Hyères-Toulon possède un centre de formation depuis 1991, l'année où le HTV monte alors en Pro B. En 1996, Hyères-Toulon devient champion de France espoirs Pro B, puis en 1998, vient se rajouter un Trophée du Futur. Quelques pointures du basket français sont passées par ce centre de formation dont notamment Laurent Sciarra, Laurent Legname ou encore Romain Dardaine et plus récemment Axel Julien, Joris Ortega, Sade Aded, Fabien Ateba, tous passé professionnel. Lors de la saison 2010-2011, l'équipe espoir est entraînée par Éric Lecerf et managée par Philippe Legname.
Le centre de formation est situé à Hyères et est géré par l'association Hyères Toulon Var Basket. Lors de la saison 2010-2011, son budget est limité à 300 000 euros. Par ailleurs, le centre ne possède pas de logements pour ses espoirs. Le club loue des appartements pour ses joueurs chez Pierre et Vacances. Les repas sont servis au supermarché du coin, Casino. Également, les joueurs suivent les cours de lycée via le CNED.

#### Les autres équipes jeunes
Hormis l'équipe espoir, l'association du HTV met en compétition plusieurs équipes jeunes allant des poussins jusqu'au cadet. L'équipe junior entrainée par Mickael Pivaud, s'est notamment illustrée le 19 mai 2012 en remportant, à Bercy, la finale de Coupe de France junior face à Horsarrieu, sur le score de 55 à 48. De plus, l'association œuvre à souder le basket entre les ligues Provence et de Cote-d’Azur grâce à des matchs amicaux mettant aux prises ses équipes jeunes face à des équipes de l'autre ligue. En ce sens, le HTV joue un rôle vecteur dans l'essor du basket dans le sud-est à tel point que le club propose des journées de détections pour les plus jeunes.

### Section féminine
La section féminine de HTVB nait de la « fusion-absorption » de l’AS Gazelec Toulon par le HTV Basket en mai 1998.
En effet, la section basket du Gazelec qui domine depuis plusieurs années le championnat régional accède, pour la première fois de son histoire au Championnat Nationale Féminine 3 (entraineur - Yves Dumas).
Le HTV basket de son côté veut renforcer sa présence sur Toulon.

#### Championnat NF3 saison 1998-1999
Entraineur : Yves Dumas
Joueuses : Valérie Abguillerm (cap), Mercedes Lopez, Véronique Ochoa, Geraldine Losser, Cristel Dumas, Nathalie Vial, Magalie Ducasse, Delphine Massonie, Saïda Ouelhadj, Fanny Bessettes, Cristelle Farrugia, Fatia Bakouche, Aline Portelli.
L’équipe finit 5e du Championnat NF3mais est relégué en Championnat Régional sur décision administrative.

#### Championnat Régional saison 1999-2000
Entraineur : Allen Bunting
Joueuses : Valérie Abguillerm (cap), Fatia Bakouche, Delphine Massonie, Pascale Carrere, Véronique Ochoa, Aurèlie Bellon, Mercedes Lopez, Alexandra Dauge, Cristelle Farrugia.
L’équipe finit première du Championnat et retrouve ainsi la NF3.

#### Championnat NF3 saison 2000-2001
Entraineur : Allen Bunting
Joueuses : Valérie Abguillerm (cap), Fatia Bakouche, Delphine Massonie, Pascale Carrere, Véronique Ochoa, Aurèlie Bellon, Mercedes Lopez, Alexandra Dauge, Cécile Robert, Ludivine Fraget, Elodie Tornato.
L’équipe finit 3e du Championnat NF3 (39 pts, 22 matchs, 17 victoires pour 5 défaites, +269)

#### Championnat NF3 saison 2001-2002
Entraineur : Pascale Carrere
Joueuses : Valérie Abguillerm (cap), Delphine Massonie, Véronique Ochoa, Aurelie Bellon, Dorothée Sinsoilliez, Ludivine Fraget, Elodie Tornato, Alexandra Dauge, Cécile Robert, Isabelle Wiscart-Goetz, Cristelle Farrugia.
L’équipe finit 1re du Championnat NF3 (41 pts, 22 matchs, 19 victoire pour 3 défaites, +293) et accède à la NF2.

#### Championnat NF2 saison 2002-2003
Entraineur : Pascale Carrere
Joueuses : Valérie Abguillerm (cap), Ludivine Fraget, Dorothée Sinsoilliez, Elodie Tornato, Alexandra Dauge, Cécile Robert, Fatou Diabaté, Sophie Seguin, Cyrielle Julien, Aurèlie Bellon, Cyrielle Julien, Isabelle Wiscart-Goetz.
L’équipe finit 5e du Championnat NF2.

#### Championnat NF2 saison 2003-2004
Entraineur : Pascale Carrere
Joueuses : Valérie Abguillerm (cap), Ludivine Fraget, Dorothée Sinsoilliez, Elodie Tornato, Cécile Robert, Fatou Diabaté, Sophie Seguin, Cyrielle Julien, Nathalie Cheyland, Lorianne Verain.
L’équipe finit 1re du Championnat NF2 et accède à la NF1.
Des évènements[évasif] au sein du Club viennent sanctionner cette équipe en refusant la monter en NF1 et même le maintien en NF2. Elle est donc rétrogradée en NF3.
Depuis le 9 mars 2009, le HTV et la Seyne Basket ont officialisé une union entre les deux clubs. Cette union concerne uniquement les équipes féminines 1 de la Seyne Basket. Les équipes féminines 1 comprennent: l'équipe senior évoluant en NF3, l'équipe senior région ainsi que les équipes cadettes et minimes. À moyen terme, l'objectif est de constituer une équipe féminine de haut-niveau, accompagné d'un centre de formation féminin. Le président de cette union est Alain Duvault.